# Модіка
Модіка (італ. Modica, сиц. Muòrica) — місто та муніципалітет в Італії, у регіоні Сицилія,  провінція Рагуза.
Модіка розташована на відстані близько 600 км на південь від Рима, 190 км на південний схід від Палермо, 9 км на південь від Рагузи.
Населення — 54 651 особа (2014).

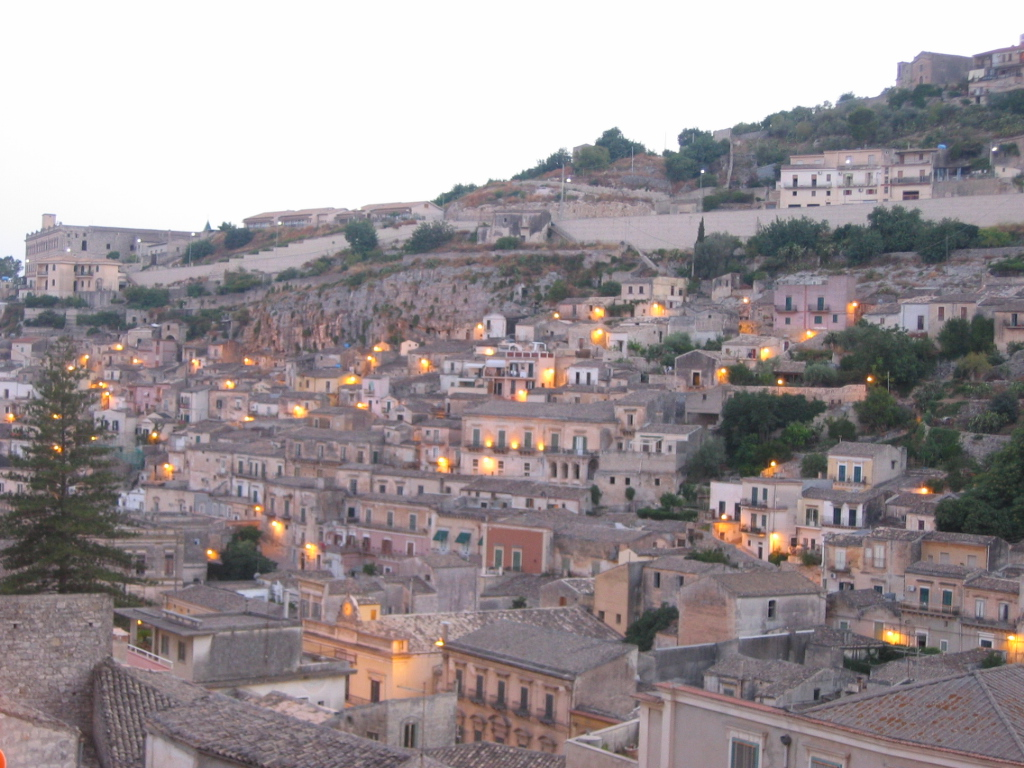

Щорічний фестиваль відбувається 23 квітня, 29 червня, III неділі травня.
Покровитель — святий Юрій.

## Демографія
Населення за роками:

Станом на 1 січня 2023 року в муніципалітеті офіційно проживало 2299 іноземців з 69 країн, серед них 476 громадян країн Євросоюзу та 128 громадян України.

## Сусідні муніципалітети
- Бушемі
- Джарратана
- Іспіка
- Ното
- Палаццоло-Акреїде
- Поццалло
- Рагуза
- Розоліні
- Шиклі